# Міка Ньютон
Мі́ка Нью́тон (справжнє ім'я — Окса́на Стефа́нівна Грица́й; 5 березня 1986, Бурштин, Івано-Франківська область, Українська РСР) — українська співачка та акторка.

## Життєпис

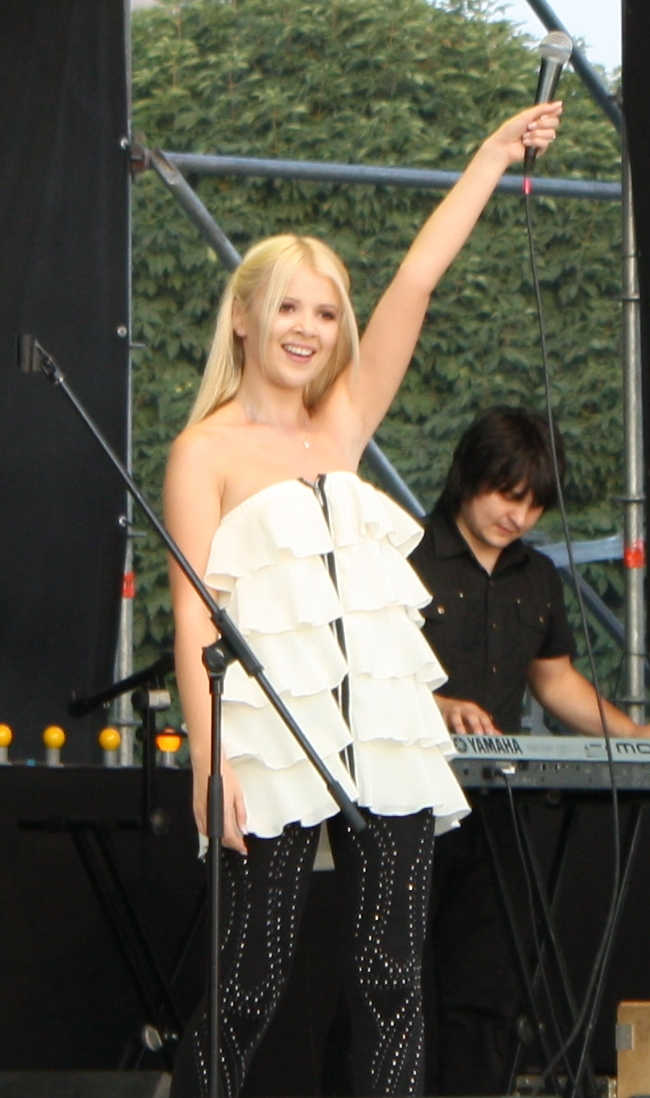
На концерті в Кам'янському, 2010

Народилася 5 березня 1986 в Бурштині Івано-Франківської області. Має старшу сестру.
У віці 9 років почала виступати на сцені; одного разу в школі з класом зірвала концерт. Закінчила музичну школу за класом фортепіано, паралельно займалась вокалом. З 11 років займається карате.
2001 переїхала з Бурштина до Києва і вступила до Київського державного коледжу естрадного та циркового мистецтв на відділення естрадного вокалу. Наразі проживає у США, випускає пісні англійською й українською мовами.
У грудні 2018 року одружилася з Крісом Сааведра в США.

## Кар'єра
У 2002 році здобула перемогу на фестивалі «Чорноморські ігри» у Скадовську. Там же познайомилася з продюсером Юрієм Фальосою і того ж року підписала з ним контракт. Саме Юрій Фальоса вигадав Оксані її сценічний псевдонім: Міка — від Міка Джаґґера («Rolling Stones»), Міка Бокса («Uriah Heep»), а Ньютон — від англійського словосполучення «new tone» (укр. новий тон). Він же переконав співачку не використовувати українську мову у сценічній діяльності.
Перші російськомовні хіти співачки — «Убежать» та «Аномалия». Відеокліп на пісню «Убежать» українські телекомпанії відмовилися пускати в ротацію з причин його еротичного вмісту. Це призвело до зйомки кліпу на пісню «Аномалия». Другий кліп приніс співачці перший подих слави. Наступні кліпи на пісні «Лунопарк» (2005) та «В плену» (2007) знімали в Російській Федерації, у Москві.
У квітні 2008 року створила громадську організацію «За МИР».
У 2023 році виконавницю зі Швеції Loreen, яка представить свою країну на Євробаченні-2023, звинуватили у плагіаті пісні співачки Мікі Ньютон. Трек Tattoo, з яким конкурсантка вдруге отримала кришталевий мікрофон, нагадав слухачам хіт українки 2005 року "В плену". У травні 2023 року після того, як Лорін перемогла на Євробаченні, Міка Ньютон заявила, що "їй не подобається, що втягнули її до цієї історії", оскільки на стрімінгових музичних сервісах з'явилася композиція під назвою "Same Tattoo" без слів.

### Євробачення 2011
У 2011 році співачка з піснею «Angel» перемогла в українському національному відборі на конкурс пісні Євробачення 2011.
Втім, за офіційними результатами СМС-голосування вона отримала 29064 голосів з 1996 телефонів. Також відбулась значна накрутка голосів за Міку Ньютон і в Інтернет-голосуванні. Національна телерадіокомпанія України призначила повторне голосування, яке мало відбутися 3 березня. Але через відмову інших учасників на Євробачення поїхала Міка Ньютон. 5 березня співачка та її продюсер Тимофій Нагірний отримали благословення на участь в конкурсі від настоятеля УПЦ МП митрополита Володимира (Сабодана).
12 травня, у другому півфіналі, Міка виступала на конкурсі шостою та отримала місце у фіналі, який відбувся 14 травня. У фіналі «Євробачення 2011» Міка, набравши 159 балів, посіла 4 місце, незважаючи на всі негативні прогнози букмекерів.
Після Євробачення поїхала в Каліфорнію, планувала жити в США до 2013 року, «JK-music group» запропонувала їй та її продюсеру Тимофію Нагорному співробітництво та просунення співачки на заході. З Мікою працює музикант Ренді Джексон..

## Досягнення
- 1995 — «Золотий тік», 2 місце
- 1996 — «Надія» (Львів), 3 місце
- 1997 — «Фант-лото Надія», 2 місце
- 1997 — «Надія» (Львів), 1 місце
- 1998 — «Чорноморські ігри» (Скадовськ), 2 місце
- 1998 — «Пісні Опілля», 1 місце
- 1998 — «Надія» (Львів), 3 місце
- 1998 — «Зірки покуття» (Городенка), Гран-прі
- 1999 — «Шанс» (Львів), 3 місце
- 2000 — «Кришталевий жайвір» (Тернопіль), Гран-прі
- 2000 — «Молода Галичина» (Новояворівськ), Гран-прі
- 2000 — «Вечорі над Латорицею» (Мукачеве), 1 місце, приз глядацьких симпатій
- 2000 — «Володимир» (Володимир-Волинський), 1 місце
- 2002 — «Чорноморські ігри» (Скадовськ), 1 місце[15]
- 2008 — «Нова хвиля» (Юрмала), 12 місце
- 2010 р.- лауреат Всеукраїнської премії «Жінка III тисячоліття» в номінації «Перспектива».
- 2011 — відбірковий конкурс до «Євробачення» (Київ), 1 місце
- 2011 — фінал «Євробачення» (Дюссельдорф), 4 місце

## Фільмографія
- 2006 — «Життя зненацька» (Росія, роль другого плану)
- 2007 — «Гроші для доньки» (Україна-Росія, головна роль)

## Саундтреки
- «Від 180 і вище» («Аномалия»)
- «Життя зненацька» («Аномалия», «Цунами», «Лунопарк», «Теплая река», «Факт»)
- «Кадети» («В плену», «Белые лошади», «Лунопарк», «Факт», «Таешь», «Аномалия»)
- «Я лечу» («Выше, чем любовь», «Арлекино», «Пожарные», «Плачедо доминго»)
- «Курсанти» («Лунопарк», «Факт»)

## Дискографія

### Альбоми
- Кольорові сни[16]
- Аномалия (2005)
- Тёплая река (2006)
- Эксклюзив (2008)
- Выше, чем любовь (2010)

### Радіосингли
- 2005 «Убежать»
- 2005 «Аномалия»
- 2006 «Тёплая река»
- 2006 «I'm Sorry»
- 2007 «Белые лошади»
- 2007 «Moscow Calling» (feat. W.H.I.T.E)
- 2008 «Сдавайся мне»
- 2009 «Выше, чем любовь»
- 2009 «Шерше ля фам»
- 2011 «Angel»
- 2012 «Don't Dumb Me Down»
- 2013 «Magnets»

### Кліпи
| Рік  | Назва                     |
| ---- | ------------------------- |
| 2005 | Убежать                   |
| 2005 | Аномалия                  |
| 2005 | Лунопарк                  |
| 2006 | I'm Sorry                 |
| 2006 | Тёплая река               |
| 2007 | В плену                   |
| 2007 | Белые лошади              |
| 2008 | Moscow Calling            |
| 2008 | Сдавайся мне              |
| 2011 | Ангел                     |
| 2011 | Angel (англійська версія) |
| 2012 | Don't Dumb Me Down        |
| 2013 | Не відпускай              |
| 2013 | Magnets                   |
| 2013 | Come Out and Play         |

## Родина
- Чоловік — Кріс Саавед, американець[17]